# Juan Carlos Unzué
Juan Carlos Unzué Labiano (Orcoyen, Navarra, 22 de abril de 1967) es un exfutbolista, exentrenador, activista y comentarista deportivo español. Jugaba como guardameta y militó en varios equipos de la Primera División de España, principalmente en el Sevilla.
Fue entrenador del Numancia y del Girona FC, en la Segunda División española, y del Celta de Vigo en la Primera División. También fue entrenador de porteros y segundo entrenador del Fútbol Club Barcelona.
El 18 de junio de 2020 anunció su retiro como entrenador al ser diagnosticado de esclerosis lateral amiotrófica (ELA). Ahí empezó su etapa como activista y desde 2022 hasta marzo de 2025 ejerció como comentarista de fútbol en DAZN.
Es hermano de Eusebio Unzué, gerente general del equipo ciclista profesional Movistar Team. Su hijo Aitor es miembro del equipo técnico de Luis Enrique.

## Trayectoria deportiva

### Liga española
Se formó en la cantera del CA Osasuna, a la que llegó en 1982. Cuando a los 15 años llegó a Osasuna procedente del colegio Agustinos, Juan Carlos Unzué nunca soñó con estar cuatro temporadas después en la selección española Juvenil y en el Promesas de Tercera División (Hemeroteca Diario de Navarra, 05/08/1985) Tras una estancia en el Osasuna Promesas, ascendió a la primera plantilla de Osasuna en la temporada 1986-87, permaneciendo dos temporadas completas como portero titular hasta que se incorporó al FC Barcelona (1988-89), en donde militó otras dos campañas como suplente de Andoni Zubizarreta. En el ejercicio 1990-91, fue fichado por el Sevilla FC, donde echó raíces (hasta la temporada 1996-97) y en donde disputó 222 partidos de liga en Primera División.
En la temporada 1997-98, fichó por el CD Tenerife, donde estuvo dos temporadas; para recalar después en el Real Oviedo (temporada 1999-2000), por espacio de otras dos campañas. Finalmente, regresó al CA Osasuna (2001-2002), donde se retiró en junio de 2003.
En total disputó 318 partidos de Liga en Primera División: 56 con Osasuna, 5 con el Barcelona, 222 con el Sevilla FC y 35 con el Tenerife.

### Selección española
Sumó treinta y cinco internacionalidades con los combinados nacionales sub-18, sub-19 y sub-21. Fue subcampeón del mundo con la selección sub-20 en Unión Soviética en 1985, pero no llegó a ser convocado para la selección absoluta en ninguna ocasión.

#### Palmarés
Fue subcampeón del mundo con la selección sub-20 en la unión Soviética en 1985. Ganó con el Barcelona la Recopa de Europa en 1989 y la Copa del Rey en 1990. Con el Sevilla FC participó en dos ocasiones en la Copa de la UEFA: en la temporada 1990-91 alcanzó los dieciseisavos de final y llegó hasta octavos en la temporada 1995-96.

### Participaciones en Copas Mundiales
| Mundial                 | Sede            | Resultado  | Partidos | Goles |
| ----------------------- | --------------- | ---------- | -------- | ----- |
| Mundial Juvenil de 1985 | Unión Soviética | Subcampeón | 6        | -8    |

### Características
La cualidad que mejor identificó fue precisamente la unión de todas las virtudes que debe tener un guardameta. Unzué fue, ante todo, completo, ya que no tuvo ninguna característica que sobresaliera especialmente sobre las demás, ni ningún defecto exagerado que empañara sus actuaciones. Dominó tanto la parte baja como la alta del marco, a pesar de ser un jugador con menos estatura de lo habitual para el puesto que ocupó. Por su complexión física, fue sin duda, uno de los porteros más espectaculares que existieron en esos momentos en la competición española. Agilidad y grandes reflejos caracterizaron a un guardameta que mantuvo una línea ascendente en su carrera deportiva. Fue capaz de bloquear y despejar balones en situaciones claramente desfavorables.

### Etapa como entrenador
Ha sido entrenador de porteros del Fútbol Club Barcelona desde que Frank Rijkaard se hizo con el banquillo culé en 2003, y también durante las dos primeras campañas de Josep Guardiola (de 2008 a 2010).
Sin embargo, en junio de 2010, Unzué se convirtió en entrenador absoluto de un equipo profesional. Fue con el CD Numancia, con el que debutó el 31 de julio de 2010 en un amistoso ante el Club Deportivo Mirandés. El Numancia finalizó el campeonato de Segunda División en décima posición.
Después de ser el técnico del Numancia durante una temporada, en 2011 regresó al Camp Nou para volver a hacerse cargo de la preparación de los porteros, sustituyendo a Carles Busquets. Fue la segunda etapa de Unzué como entrenador de porteros en el equipo catalán, ya que lo había sido de 2003 a 2010. El 19 de junio de 2012, el FC Barcelona anunció la rescisión de mutuo acuerdo del contrato que vinculaba ambas partes hasta junio del 2013. El mismo día se confirmó su contratación como nuevo entrenador del Racing de Santander, indicándose que firmaría un contrato por 2 temporadas más una opcional. Pero Unzué no llegó a empezar la temporada, desvinculándose de la entidad cántabra al no poder acceder esta a las pretensiones del técnico.
En junio de 2013, se incorporó al Real Club Celta de Vigo como segundo entrenador, al lado de Luis Enrique.
Un año después, acompañó a Luis Enrique al Fútbol Club Barcelona, de nuevo como segundo del técnico asturiano, donde consiguió ganar los títulos de Liga (en 2 ocasiones), Copa del Rey (3) y Liga de Campeones, entre otros trofeos, convirtiéndose en el primer técnico navarro en hacerlo.
En mayo de 2017, regresó al Real Club Celta de Vigo, esta vez en calidad de primer entrenador. Tras una sola temporada, en la que llevó al conjunto celeste a la 13.ª posición de la Liga, con 49 puntos, el club anunció que no iba a continuar en el banquillo vigués.
En junio de 2019, fue contratado como nuevo técnico del Girona FC por una temporada, más otras dos opcionales (en función de si se consigue el ascenso). Sin embargo, fue destituido el 21 de octubre de 2019, tras solamente 12 jornadas de Liga, dejando al equipo en 11.º puesto.
El 18 de junio de 2020, anunció por sorpresa en rueda de prensa que dejaba el mundo del fútbol para centrarse en su familia, al habérsele diagnosticado esclerosis lateral amiotrófica (ELA).
El 6 de julio de 2022 lanzó el chupinazo de los Sanfermines.

## Clubes

### Como jugador
| Club            | País   | Año       | Partidos | Goles |
| --------------- | ------ | --------- | -------- | ----- |
| C. A. Osasuna   | España | 1986-1988 | 28       | -32   |
| F. C. Barcelona | España | 1988-1990 | 9        | -5    |
| Sevilla F. C.   | España | 1990-1997 | 257      | -309  |
| C. D. Tenerife  | España | 1997-1999 | 35       | -52   |
| Real Oviedo     | España | 1999-2001 | 7        | -7    |
| C. A. Osasuna   | España | 2001-2003 | 48       | -56   |

### Como entrenador
| Club                                 | País   | Año       | P   | PG  | PE | PP | % v.  |
| ------------------------------------ | ------ | --------- | --- | --- | -- | -- | ----- |
| Numancia de Soria                    | España | 2010-2011 | 43  | 17  | 6  | 20 | 39.53 |
| Racing de Santander                  | España | 2012      | 0   | 0   | 0  | 0  | 0     |
| Celta de Vigo (segundo entrenador)   | España | 2013-2014 | 40  | 15  | 7  | 18 | 37.5  |
| F. C. Barcelona (segundo entrenador) | España | 2014-2017 | 181 | 138 | 22 | 21 | 76.24 |
| Celta de Vigo                        | España | 2017-2018 | 42  | 15  | 11 | 16 | 35.71 |
| Girona F. C.                         | España | 2019      | 12  | 5   | 1  | 6  | 41.67 |

## Palmarés

### Torneos nacionales
| Título       | Club            | País   | Año  |
| ------------ | --------------- | ------ | ---- |
| Copa del Rey | F. C. Barcelona | España | 1990 |

### Copas internacionales
| Título           | Club            | País   | Año  |
| ---------------- | --------------- | ------ | ---- |
| Recopa de Europa | F. C. Barcelona | España | 1989 |

### Distinciones individuales
- XIII Dorsal de Leyenda del Sevilla FC (2022)[27]

## Documental
- En 2023 se estrenó, en el Festival de Málaga, el documental Unzué, l’últim equip del Juancar dirigido por el periodista Xavi Torres. En el mismo, cuenta su experiencia con la Esclerosis lateral amiotrófica (ELA) que sufre desde el año 2020.«Juan Carlos Unzué: "Los políticos ya no tienen excusa: si no llegan las ayudas para la ELA, no tienen perdón"».